# Obserwatorium Jodrell Bank
Obserwatorium Jodrell Bank (ang. Jodrell Bank Observatory) – obserwatorium radioastronomiczne należące do Uniwersytetu w Manchesterze, położone koło Macclesfield, w hrabstwie Cheshire, w Wielkiej Brytanii. Założone w 1945 z inicjatywy sir Bernarda Lovella.
Obserwatorium jest również centrum operacyjnym sieci teleskopów MERLIN, działającej od 1980 i rozszerzonej w 1991. Składa się nań 7 polowych radioteleskopów (2 z nich znajdują się w Jodrell Bank) mających wspólną czułość w paśmie radiowym zbliżoną do czułości Kosmicznego Teleskopu Hubble'a w paśmie optycznym.
Jodrell Bank bierze udział w sieci obserwacyjnej VLBI.
Obserwatorium posiada też radioteleskopy na Teneryfie.
W 2019 roku obserwatorium wpisane zostało na listę światowego dziedzictwa UNESCO.

## Teleskop Lovella (Mark I)
Od 1957 działa tam ruchomy radioteleskop o średnicy 76,2 metrów używany w łączności z satelitami i sondami kosmicznymi. W latach 2001–2002 przeszedł gruntowny remont – czasza radioteleskopu została pokryta nową powierzchnią odbijającą. Umożliwia ona pracę z częstotliwościami powyżej 5 GHz.
Podstawowe dane liczbowe o teleskopie:
- masa: 3200 ton (w tym czasza 1500 ton)
- powierzchnia czaszy: 5270 m² (w tym 4560 m² powierzchni zbierającej)
- ogniskowa: 22,9 m (F/0,3)